# Роберт Абела
Роберт Абела (мальт. Robert Abela; нар. 7 грудня 1977, Сліма) — мальтійський юрист і політик. Прем'єр-міністр Мальти з 13 січня 2020 року.

## Біографія
Народився в сім'ї колишнього президента Мальти Джорджа Абели та його дружини Маргарет.
Абела вивчав право в Мальтійському університеті, де познайомився зі своєю майбутньою дружиною Лідією. Він працював в сімейній юридичній фірмі Abela Advocates, що спеціалізується на трудовому праві.
У 2017 році обраний членом Палати представників. Був юридичним радником прем'єр-міністра Джозефа Муската.
У 2008 році він одружився з Лідією Абелою, секретарем виконавчого комітету Лейбористської партії, з якою має доньку на ім'я Джорджіа Мей (2012 року народження).